# Lotti Huber
Pour les articles homonymes, voir Huber.
Lotti Huber, née Charlotte Goldmann, épouse Huber (Kiel, 16 octobre 1912 - Berlin, 31 mai 1998), est une actrice allemande, également chanteuse, danseuse, écrivaine et artiste d'avant-garde.

## Biographie
Charlotte Goldmann est née en 1912 à Kiel, dans une famille juive aisée. Elle grandit avec ses deux frères, Walter, son ainé de deux ans, et Kurt, qui a trois ans de moins qu’elle, et qui se fera appeler plus tard Ruwen Golan. Très tôt, elle s’intéresse à la danse et au théâtre et prend des cours privés. Avec son jeune amour Lueken Hillert, fils de l'ancien maire de Kiel Emil Lueken, elle se rend à Berlin et y vit avec lui.
Hillert Lueken qui est Juif est arrêté en 1937 par les nazis et assassiné. Elle-même est arrêtée peu de temps après et déportée au camp de concentration de Moringen jusqu'à sa dissolution, puis transférée à celui de Lichtenburg. Grâce à l'engagement de son frère Kurt dans une très importante organisation américaine, elle est rachetée et libérée en 1938 par cette organisation. Elle fuit à travers la Suisse et l'Italie jusqu’à Haïfa, en Palestine, où elle trouve refuge.
Elle continue à étudier la danse et se perfectionne en mime, puis elle emménage au Moyen-Orient avec son premier mari Alec Kingaby, un officier britannique. Elle se fait engager comme danseuse dans des cabarets et music-halls. Ils s’installent à Chypre et ouvrent un hôtel à Nicosie. Après son divorce, Lotti s'installe à Kyrenia, ville portuaire dans le nord de Chypre, et exploite un restaurant The Octopus. C'est là qu'elle rencontre son second mari, Norman Huber (1910-1971), un officier britannique qu’elle avait déjà rencontré à Londres en 1945.
En 1965 son mari est transféré en République fédérale allemande (RFA) et Lotti Huber le suit, retournant après tant d’années dans le pays qui l'a vue naitre, mais également traquer en 1937. Le couple s'installe à Berlin.
Après la mort de son second mari, Lotti Huber a des emplois occasionnels, comme traductrice de romans anglais, puis elle ouvre une école de perfectionnement en langue dans son appartement et travaille de temps à autre sur des films à petit budget.
Avec le film semi-documentaire Affengeil. Eine Reise durch Lottis Leben (Un voyage à travers la vie de Lotti), réalisé par Rosa von Praunheim en 1990, elle touche un plus large public. Elle tourne dans un autre film de Praunheim, Anita – Tänze des Lasters (de) (Anita - Danse du vice) en 1988, dont elle a également signé le scénario.
Rendue célèbre par les films de Praunheim, Lotti Huber continue jusqu'à sa mort, avec des programmes simples, des histoires biographiques, de la danse, dans des cabarets et dans la chanson entre autres.
Jusqu'à sa mort, elle a pendant quelques années une présence régulière à la télévision, dans l'émission de Holger Waschsalon à la Hessischer Rundfunk.
Elle était considérée comme la star de l'underground de Berlin et avait de nombreux fans, surtout dans le milieu gay et lesbien.
Lotti Huber est enterrée au cimetière juif de Berlin, aux côtés de son mari Norman Huber Edwin.

## Filmographie
- 1979 : Schöner Gigolo, armer Gigolo de David Hemmings
- 1981 : Unsere Leichen leben noch de Rosa von Praunheim
- 1982 : Der Zauberberg de Hans W. Geißendörfer (Statisterie)
- 1984 : Horror vacui (en) de Rosa von Praunheim
- 1987 : Anita - Tänze des Lasters (de) de Rosa von Praunheim
- 1989 : Schweinegeld de Norbert Kückelmann
- 1990 : Affengeil. Eine Reise durch Lottis Leben de Rosa von Praunheim
- 1995 : Neurosia - 50 Jahre pervers de Rosa von Praunheim
- 1998 : Liebling, vergiss die Socken nicht!

## Publications
- (de) Diese Zitrone hat noch viel Saft! : ein Leben, Munich, Dt. Taschenbuch Verl, 2001 (ISBN 3-423-20223-8).
- (de) Gedacht Gedichtet : Erzälungen, Berlin, Yontown, 1995 (ISBN 3-931178-01-3).
- (de) Drei Schritt vor und kein Zurück : Bargeflüster, Munich, Deutscher Taschenbuch Verlag, 1998, 138 p. (ISBN 3-423-20222-X)